# Pshatavan
Pshatavan är en ort i Armenien.   Den ligger i provinsen Armavir, i den västra delen av landet, 40 kilometer väster om huvudstaden Jerevan. Pshatavan ligger 860 meter över havet och antalet invånare är 2 159.
Terrängen runt Pshatavan är platt, och sluttar österut. Närmaste större samhälle är Armavir, 13,1 kilometer norr om Pshatavan.
Trakten runt Pshatavan består till största delen av jordbruksmark. Runt Pshatavan är det ganska glesbefolkat, med 43 invånare per kvadratkilometer.